# أوركسترا باوباب
أوركسترا باوباب (بالفرنسية: Orchestra Baobab) مجموعة موسيقية سنغالية تأسست سنة 1970 بالعاصمة داكار. تمزج الفرقة بين الموسيقى الغرب الإفريقية من جهة، والألحان الأفرو كوبية للجاز من جهة أخرى. معظم أغاني الفرقة بلغة الوولوف.
لدى أوركسترا باوباب شهرة عالمية، وهي من أكثر الفرق المعروفة في السنغال. قامت بعدة مرات بجولات عالمية، وشاركت في مهرجانات ببلدان مختلفة عبر العالم.

## أصل التسمية
أخدت المجموعة إسمها من شجرة الباوباب، والتي تعتبر رمزا من رموز السنغال.

## الألبومات
لدى اوكسترا باوباب أزيد من 20 ألبوما في رصيدها، من أشهرها:
- أوركسترا باوباب (1971)
- سنغال سونوغال (1975)
- نديلينغ نديلينغ (1977)
- سنرى ذلك (1978)
- صنع في داكار (2007)

## وصلات خارجية
- أوركسترا باوباب على موقع IMDb (الإنجليزية)
- أوركسترا باوباب على موقع ميوزك برينز (الإنجليزية)
- أوركسترا باوباب على موقع أول ميوزيك (الإنجليزية)
- أوركسترا باوباب على موقع ديسكوغز (الإنجليزية)
- موقع أوركسترا باوباب الرسمي